# Сучевіца (комуна)
Сучевіца (рум. Sucevița) — комуна у повіті Сучава в Румунії. До складу комуни входять такі села (дані про населення за 2002 рік):
- Воєводяса (1219 осіб)
- Сучевіца (1364 особи)

Комуна розташована на відстані 372 км на північ від Бухареста, 42 км на захід від Сучави.

## Населення
За даними перепису населення 2002 року у комуні проживали 2583 особи.
Національний склад населення комуни:
| Національність | Кількість осіб | Відсоток |
| -------------- | -------------- | -------- |
| румуни         | 2360           | 91,4%    |
| цигани         | 213            | 8,2%     |
| німці          | 8              | 0,3%     |
| українці       | 2              | 0,1%     |

Рідною мовою назвали:
| Мова      | Кількість осіб | Відсоток |
| --------- | -------------- | -------- |
| румунська | 2581           | 99,9%    |
| німецька  | 2              | 0,1%     |

Склад населення комуни за віросповіданням:
| Релігія       | Кількість осіб | Відсоток |
| ------------- | -------------- | -------- |
| православні   | 1903           | 73,7%    |
| п'ятдесятники | 497            | 19,2%    |
| баптисти      | 94             | 3,6%     |
| римо-католики | 60             | 2,3%     |
| адвентисти    | 20             | 0,8%     |
| лютерани      | 5              | 0,2%     |
| бретрени      | 2              | 0,1%     |
| унітарії      | 1              | < 0,1%   |
| не релігійні  | 1              | < 0,1%   |